# IMU-Abakus-Medaille
Die IMU-Abakus-Medaille (englisch IMU Abacus Medal), bis 2021 Nevanlinna-Preis (offiziell „Rolf-Nevanlinna-Preis in mathematischen Bereichen der Informatik“; englisch Rolf Nevanlinna Prize in Mathematical Aspects of Information Sciences), wird von der Internationalen Mathematischen Union (IMU) für herausragende Arbeiten auf dem Gebiet der theoretischen Informatik verliehen. Sie wird zusammen mit den Fields-Medaillen und dem Carl-Friedrich-Gauß-Preis auf dem alle vier Jahre stattfindenden Internationalen Mathematikerkongress (ICM) überreicht.
Der Preis, der ursprünglich nach dem finnischen Mathematiker Rolf Nevanlinna benannt war und aus einer Goldmedaille und einem Preisgeld bestand, wurde seit 1982 verliehen, zum letzten Mal 2018. Die Auszeichnung wurde wegen der nationalsozialistischen Vergangenheit von Nevanlinna umbenannt. Die Nachfolgeauszeichnung, die IMU-Abakus-Medaille wurde erstmals 2022 vergeben.
Die Bestimmungen sind ähnlich denen der Fields-Medaille: Das Exekutivkomitee der IMU bestimmte das Auswahlkomitee, dessen Mitglieder außer dem Vorsitzenden bis zur Preisverleihung geheim blieben. Außerdem muss der Preisträger vor dem 1. Januar des Jahres, in dem er ausgezeichnet wurde, jünger als 40 Jahre gewesen sein.
Die Medaille des Nevanlinna-Preises war aus Gold und wurde von dem finnischen Bildhauer Raimo Heino (1932–1995) gestaltet. Auf der Vorderseite war der Kopf von Nevanlinna im Profil dargestellt, daneben befand sich die Inschrift „Rolf Nevanlinna Prize“ und ein kleines Signet „RH“ über „83“, die Initialen des Künstlers und die Jahreszahl des Jahres 1983, in dem die erste Medaille geprägt wurde. Die Rückseite zeigte zwei Symbole der Universität Helsinki, links oben das Wort „Helsinki“ in kodierter Form, rechts unten das Universitätssiegel mit der Inschrift „VNIVERSITAS HELSINGIENSIS“. Auf dem Rand war der Name des Preisträgers eingeprägt.
Die IMU-Abakus-Medaille ist aus Gold und wurde von Martti Aiha (* 1952) gestaltet. Sie zeigt eine abstrakte Figur, die einen „Abakus-Vogel“ repräsentiert, der mit den Kugeln eines Abakus fliegt.

## Preisträger
Als Nevanlinna-Preis:
- 1982 (1983) – Robert Tarjan (USA) für den Entwurf besonders effizienter Algorithmen
- 1986 – Leslie Valiant (UK) für Arbeiten zur algebraischen Komplexitätstheorie, zu effizienten stochastisch bewerteten Algorithmen und zu künstlicher Intelligenz
- 1990 – Alexander Rasborow (UdSSR) für seine Arbeit zur unteren Schranke der Komplexität von Schaltkreisen
- 1994 – Avi Wigderson (Israel) für Beiträge zur Verifikation von im Einzelnen geheimen Beweisen mit stochastischen Kriterien (interaktive Beweise) und deren Anwendung in Rechnernetzen
- 1998 – Peter Shor (USA) für einen polynomiellen Algorithmus zur Faktorisierung ganzer Zahlen für Quantencomputer (Shor-Algorithmus) und andere Beiträge zur Quanteninformatik
- 2002 – Madhu Sudan (Indien) für Beiträge zu probabilistisch überprüfbaren Beweisen, zur Nicht-Approximierbarkeit von Optimierungsproblemen und zu fehlerkorrigierenden Codes
- 2006 – Jon Kleinberg (USA) für Beiträge zur mathematischen Theorie der globalen Informationsumgebung (unter anderem zur Verbesserung von Suchmaschinen und Internet-Routing)
- 2010 – Daniel Spielman (USA) für Beiträge zur geglätteten Analyse der linearen Programmierung, für Algorithmen zu grafikbasierten Codes und Anwendungen der Graphentheorie zum Numerical Computing
- 2014 – Subhash Khot (Indien) insbesondere für die Unique Games Conjecture
- 2018 – Constantinos Daskalakis (Griechenland) für die Umwälzung unseres Verständnisses für die rechnerische Komplexität von fundamentalen Problemen in Märkten, Auktionen, Gleichgewichten und anderen wirtschaftswissenschaftlichen Strukturen

Als IMU-Abakus-Medaille:
- 2022 – Mark Braverman (Israel) für bahnbrechende Forschung, die die Informationskomplexität entwickelte, ein Rahmen, der die Informationstheorie zu Überlegungen über Kommunikationsprotokolle nutzt